# بولي إيثيلين وفاينيل أسيتات
بولي إيثيلين وفاينيل أسيتات (PEVA) (أو إيثيلين وفاينيل أسيتات EVA) هو بوليمر مشترك صناعي من الإيثيلين مع أسيتات الفاينيل ويرمز له بالرمز PEVA وهذا البوليمر يتميز بوجود شق محب للماء بسبب وجود مجموعة الهيدروكسيل، ووجود شق كاره للماء في الايثلين .

## معرض صور

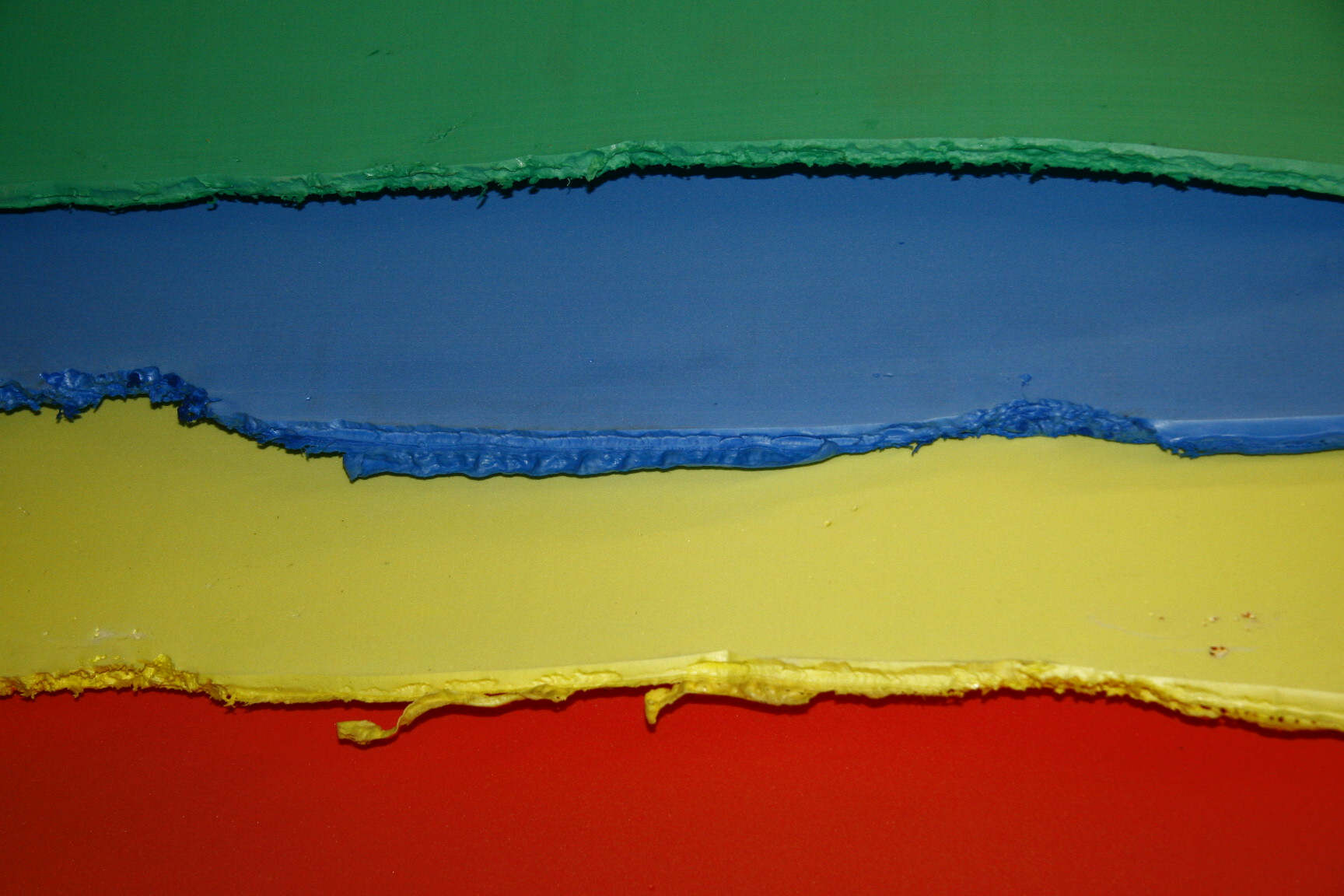
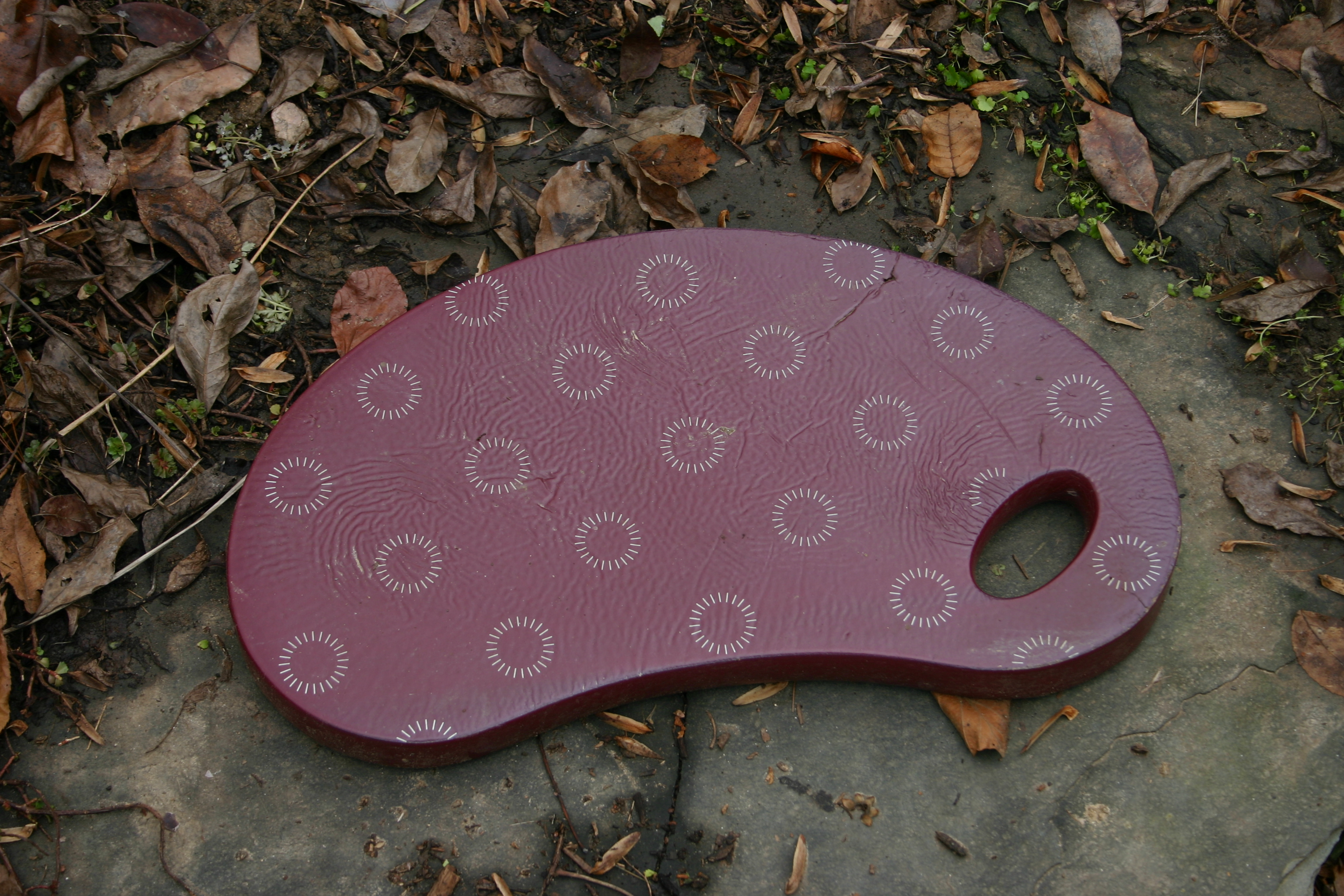
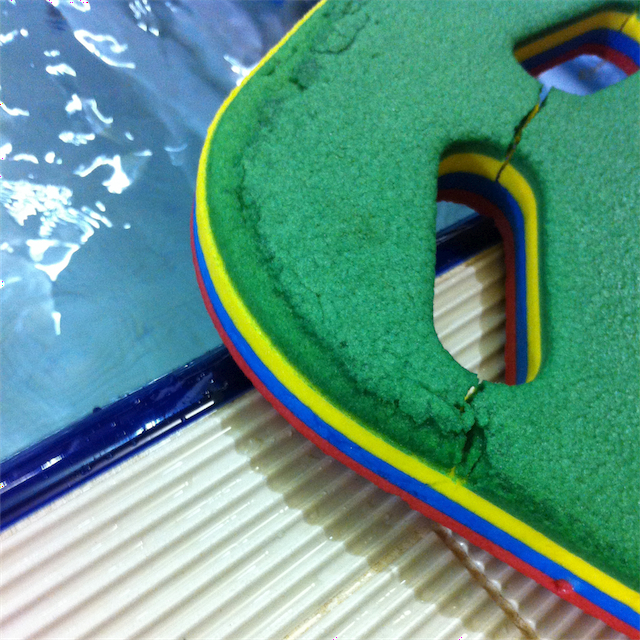
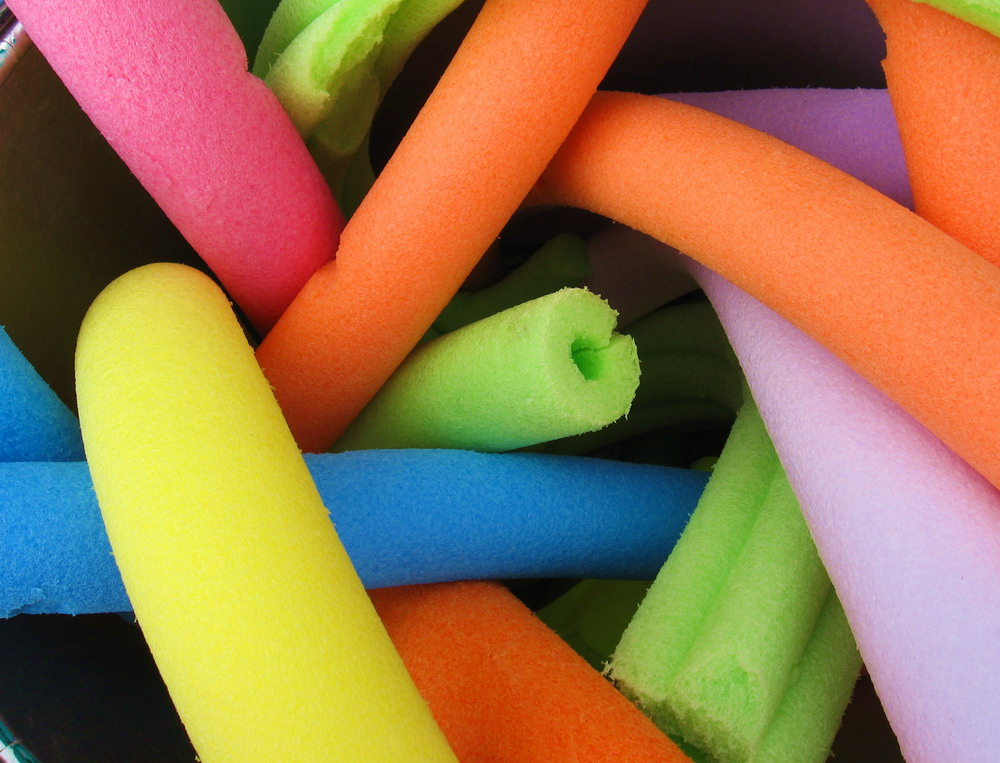
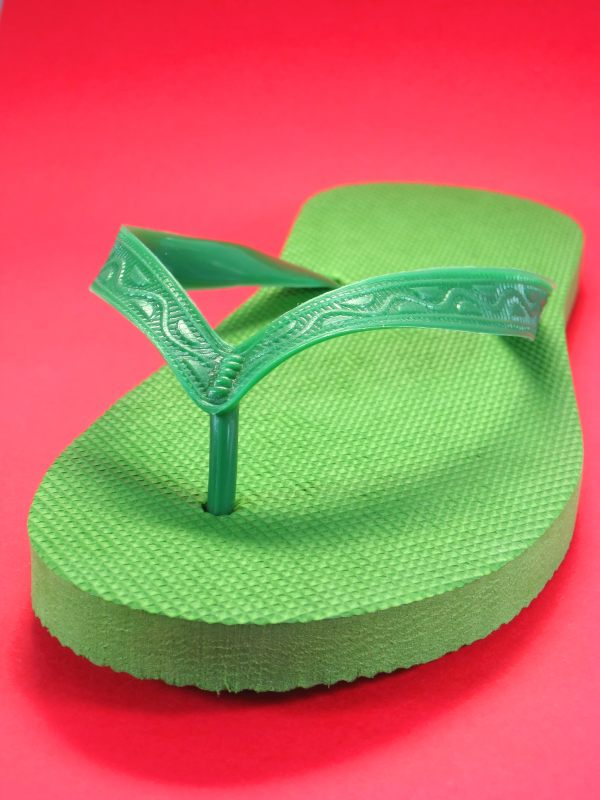

## أقرأ المزيد
- مبلمر